# 温陽温泉駅
温陽温泉駅（オニャンオンチョンえき）は、大韓民国忠清南道牙山市温泉洞にある韓国鉄道公社（KORAIL）の駅である。

## 利用可能な路線
- 韓国鉄道公社
  - 長項線
  - ●1号線（長項電鉄線） - 駅番号：(P176)

## 駅構造
長項線・●1号線（長項電鉄線）
- 単式・相対式ホーム4面4線の高架駅。
  - 外側の単式ホームを長項線、内側の相対式ホームを長項電鉄線が、それぞれ使用している。

## 駅周辺
- 温陽温泉 - 駅名の由来。当駅から徒歩5 - 10分。
- 牙山市庁

## 歴史
- 1922年6月1日 - 開業。
- 2008年12月15日 - 首都圏電鉄1号線が開業。

## 隣の駅
韓国鉄道公社
長項線
セマウル号
牙山駅 - 温陽温泉駅 - （新礼院駅：一部停車） - 礼山駅
ムグンファ号
牙山駅 - 温陽温泉駅 - 道高温泉駅
ITX-マウム
牙山駅 - 温陽温泉駅 - 新昌(順天郷大)駅
●1号線（長項電鉄線）
緩行
排芳駅 (P174) - 温陽温泉駅 (P176) - 新昌(順天郷大)駅 (P177)